# Adelio Dell’Oro
Adelio Dell’Oro (ur. 31 lipca 1948 w Mediolanie) – włoski duchowny rzymskokatolicki, administrator apostolski Atyrau w latach 2012–2015, biskup diecezjalny Karagandy od 2015.

## Życiorys
Święcenia kapłańskie otrzymał 28 czerwca 1972 i został inkardynowany do archidiecezji mediolańskiej. Przez wiele lat pracował jako wikariusz oraz jako katecheta w mediolańskich szkołach ponadpodstawowych. W 1997 wyjechał do Kazachstanu i przez 10 lat był ojcem duchownym seminarium w Karagandzie. W kolejnych latach pracował w jednej z kazachskich parafii, a w latach 2010-2012 był prorektorem kolegium w Monzy.
7 grudnia 2012 papież Benedykt XVI mianował go administratorem apostolskim Atyrau, ze stolicą tytularną Castulo. Święcenia biskupie otrzymał 2 marca 2013 w Katedrze Narodzin św. Marii w Mediolanie. Głównym konsekratorem był kardynał Angelo Scola – metropolita Mediolanu, a współkonsekratorami byli kard. Dionigi Tettamanzi – arcybiskup senior Mediolanu, abp Tomasz Peta – metropolita Astany oraz abp Miguel Maury Buendía – nuncjusz apostolski w Kazachstanie.
31 stycznia 2015 papież Franciszek mianował go biskupem diecezjalnym karagandyjskim.
1 marca 2019 wziął udział w wizycie Ad limina apostolorum w Watykanie z papieżem Franciszkiem wraz z biskupami Kazachstanu, oraz przedstawicielami Kościoła z Azji środkowej.